# Talang Panjang (Ilir Talo)
Talang Panjang is een bestuurslaag in het regentschap Seluma van de provincie Bengkulu, Indonesië. Talang Panjang telt 930 inwoners (volkstelling 2010).